# 馬拉威湖突背麗鯛
馬拉威湖突背麗魚（学名：Exochochromis anagenys）為輻鰭魚綱鱸形目隆頭魚亞目慈鯛科的其中一種，分布於非洲馬拉威湖流域，為特有種，體長可達20公分，棲息在沙石底質的深水域，以魚類為食，生活習性不明，可做為觀賞魚。